# Commission d'examen des plaintes concernant la police militaire
La Commission d'examen des plaintes concernant la police militaire (CPPM) est une agence fédérale canadienne qui est une instance quasi judiciaire en ce qui concerne les plaintes vis-à-vis les soldats canadiens.

## Histoire
Elle a été établie en 1998.
En octobre 2009, la CPPM « accuse le gouvernement Harper de carrément bloquer le bon déroulement d'une enquête publique sur le rôle des soldats canadiens dans le transfert des détenus afghans qui ont été torturés par les services secrets locaux ».